# روناک فرج
روناک فرج فعال حقوق زنان کرد عراقی است.
او مدیریت مرکز اطلاع‌رسانی و روشنفکری زنان «ریوان» را برعهده دارد و سردبیر نشریه ریوان است.

## زندگی‌نامه
روناک فرج در شهر سلیمانیه در کردستان عراق زاده شده و در رشته تاریخ در دانشگاه سلیمانیه تحصیل کرده‌است.
او می‌گوید:
بعد از آزادی کردستان عراق ما زنان کرد متوجه شدیم که با وجود شرکت فعالانه در جنبش ملی و کسب آزادی و رها شدن از سلطه رژیم دیکتاتوری صدام، هنوز زنان ما تحت خشونت جنس مذکر قرار دارند، دچار قتل ناموسی می‌شوند و تبعیض علیه زنان بیداد می‌کند؛ لذا زنان گرد هم آمده و بدین نتیجه رسیدیم که علاوه بر مشارکت فعال در جنبش ملی نیازمند مشارکت در جنبش رهایی زن نیز هستیم.
او همچنین تحقیق میدانی گسترده‌ای در کردستان عراق دربارهٔ ناقص‌سازی جنسی زنان (ختنه زنان) انجام داده‌است که با نام ختنه کچان منتشر شده‌است. در این پژوهش، بیش از ۴۰۰۰۰ فرم در شهرها، روستاها، اردوگاه‌ها، محلات، مدارس و دانشگاه‌ها پخش کرده و مصاحبه‌های بسیاری با زنان انجام داده‌است. همچنین پس از به‌دست آوردن آمارهای هشداردهنده، همراه با چند تشکّل زنان دیگر مبارزه عیله این سنت را علی‌رغم فشارهای افراطیون، فرهنگ غلط و انتفادهای ملی‌گرایان افراطی، در کردستان عراق به پیش برده‌است.